# 拟鳞首方头鲳
拟鳞首方头鲳（学名：Cubiceps squamicepoides）为双鳍鲳科方头鲳属的鱼类。在中国，分布于东海等海域。该物种的模式产地在东海深海。